# Шосе A8 (Латвія)
Шосе A8, Рига—Єлгава, також Єлгавське шосе — латвійська автомагістраль вищої категорії, яка з'єднує столицю Ригу з Єлгавою і далі до литовського кордону. A8 починається від Ризької кільцевої дороги та тягнеться до кордону входить до міжнародної траси E77, а на ділянці, що збігається з A10 у Ризі, входить до E22. Загальна протяжність автомагістралі становить 76,1 км, на всьому протязі вона покрита асфальтобетоном.

## Історія
З 1830 по 1857 рік через Олайне був побудований новий поштовий шлях від Риги, столиці провінції Відземе, до Єлгави, столиці провінції Курземе. На кордоні провінцій було дві прикордонні застави з гербами Відземе і Курземе-Земгале, які збереглися донині.
У 1980-х роках від Риги до Дальбе була побудована двосмугова магістраль. У жовтні 2010 року була завершена реконструкція A8 на 11-кілометровій ділянці від Єлгави до Ліелвірцави. Під час реконструкції укріпили дорожнє покриття, відреставрували міст через Платони та розширили проїжджу частину. Загальна вартість робіт склала 6,46 млн євро.